# Mark Scheibe

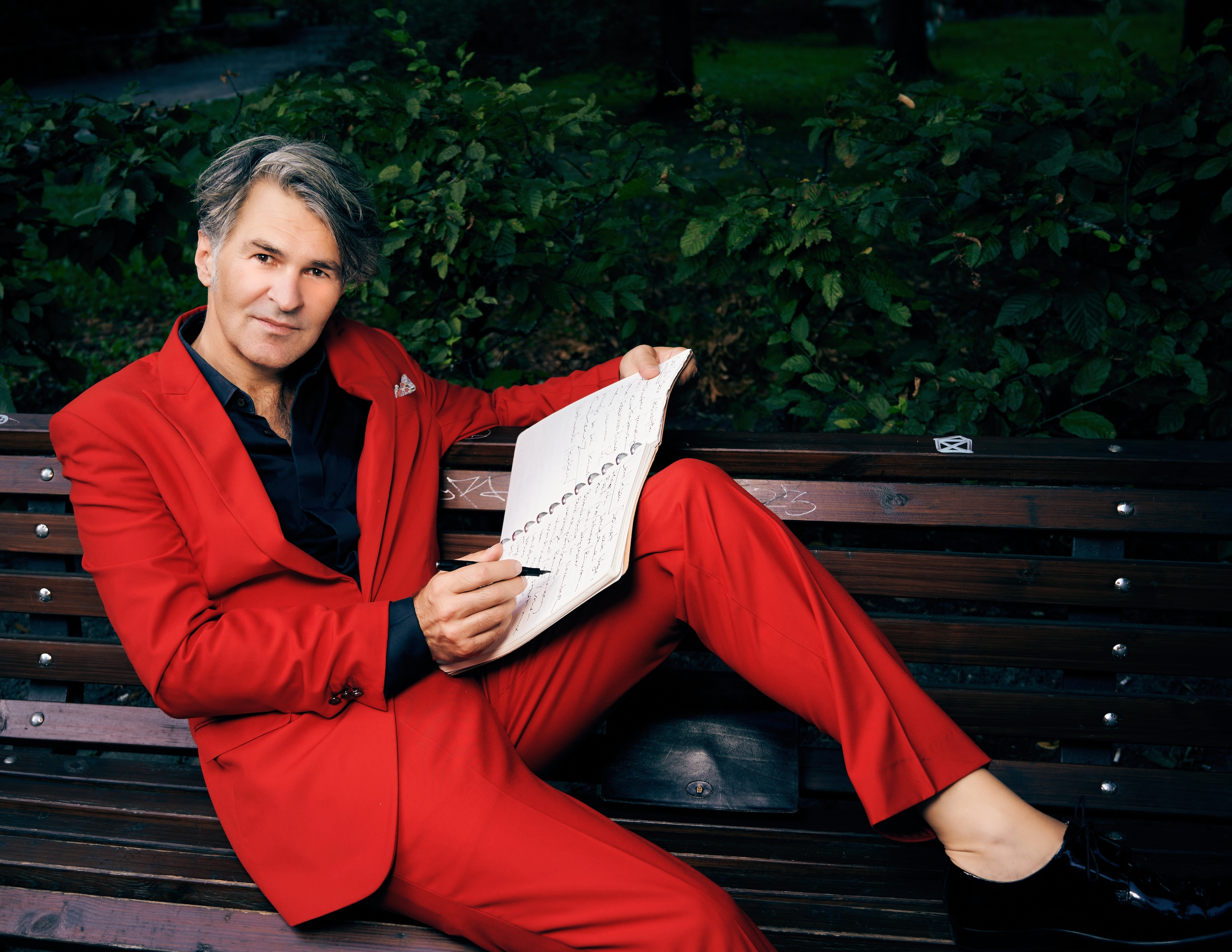
Mark Scheibe in Berlin (2023)

Mark Scheibe (* 30. Juni 1968 in Bremen) ist ein deutscher Komponist, Sänger, Songtexter und Arrangeur sowie Bandleader und Entertainer. Er komponiert Film- und Theatermusiken, Orchesterarrangements für andere Künstler und eigene Songs.
Einem breiteren Publikum wurde Scheibe Anfang der 2000er Jahre bekannt, als er bei den regionalen Fernsehmagazinen Extra 3 (NDR) und buten un binnen (Radio Bremen) musikalisch mitwirkte.

## Biografie
Scheibe lernte Klavier spielen und befasste sich mit Komposition, arbeitete als Pianist in Hotelbars und hatte Auftritte in der Bremer Region. Er gründete 1984 in Bremen seine erste Band; weitere Bandgründungen und Beteiligungen an anderen Formationen folgten. Anfang der 1990er Jahre wurde er als Ballettrepetitor am Bremer Theater von dem Choreografen und Theaterregisseur Hans Kresnik engagiert, der ihn 1994 an die Berliner Volksbühne mitnahm.
Er lebte Mitte der 1990er Jahre zeitweise in einem besetzten Haus in Berlin-Mitte und hatte weitere Solokonzerte in Bars, Clubs und Galerien. Scheibe begann, zu seinem Klavierspiel zu singen sowie – als eine für Conférencen notwendige Fähigkeit – währenddessen auch „zu sprechen“, das heißt bei anspruchsvoller pianistischer Darbietung mit den Gästen lockere Gespräche zu führen. Es folgten Engagements als Conférencier unter anderem im Hamburger Schmidt Theater und im Berliner Varieté Chamäleon.
2001 übersiedelte Scheibe von Bremen nach Berlin. Er komponierte Orchesterarrangements und Songs für Cora Frost, Vince Ebert, Jördis Triebel, die Berliner Bands Tele und Tiger Hifi und weitere Künstler sowie eigene Songs, schrieb Filmmusiken und ein Hörspiel und war bei mehr als dreißig Theaterproduktionen als Komponist und Texter beteiligt. Scheibe arbeitete unter anderem mit dem Maxim-Gorki-Theater und dem Theater an der Parkaue in Berlin, dem Theater Bielefeld, der Landesbühne Hannover, der bremer shakespeare company sowie mit dem Jungen Theater Bremen zusammen, wo er sich an mehreren Inszenierungen beteiligte. Außerdem übernahm Scheibe Kompositionsaufträge für die Deutsche Kammerphilharmonie Bremen, die mehrere Werke von ihm aufführte, und wirkte beim Berliner Ensemble bei Inszenierungen der Regisseure Claus Peymann und Leander Haußmann mit.
2005 und 2006 gab er das Hörmagazin Beethovenfrisur heraus, das als Zeitschrift mit CD-Beilage erschien. Er übernahm bei Veranstaltungen den musikalischen Teil, wie zum Beispiel bei mehreren Verleihungen des Radio-Bremen-Krimipreises und bei der Verleihung des Berliner Krimipreises Reinickendorfer Krimi-Fuchs 2006.
Scheibe gewann 2006 den vom Berliner Plattenlabel Lamm Records veranstalteten Lamm Records Song Slam bei der Endausscheidung in Konstanz. Für den Lamm Records (Girl) Song Slam 2007 wurde Scheibe dann vom Veranstalter als Moderator engagiert und begleitete die Konzerttour, die durch Clubs in Deutschland führte. Im August 2007 gewann er die 2. Fritz Nacht der Talente, die vom Hörfunksender Fritz, dem Jugendradio des rbb, im Berliner Admiralspalast veranstaltet wurde.
Scheibe hat eine Tochter und lebt in Berlin.

### Hörfunk- und Fernsehen
2002 wurde er vom NDR Fernsehen für das politische Satiremagazin Extra 3 verpflichtet, das damals von Jörg Thadeusz moderiert wurde. Scheibe trat bei dem wöchentlich ausgestrahlten Magazin von Oktober 2002 bis November 2003 als Studiopianist und Sänger auf und wirkte bei mehr als vierzig Sendungen mit selbst komponierter Musik und eigenen Songtexten mit.
Danach drehte er insgesamt vierzig satirische Musikvideoclips mit eigenen Songs für den Fernsehsender Radio Bremen, die von Oktober 2003 bis September 2004 in dem Regionalmagazin buten un binnen einmal wöchentlich als „Song der Woche“ ausgestrahlt wurden.
2008 und 2009 war Scheibe für den privaten Hörfunksender Radio Energy tätig, für deren deutschlandweite, jeden Montag bis Donnerstag gesendete Radio-Talkshow 911 – deine Talkshow bei Energy (nine eleven) er seitdem mehrere Jingles komponierte und einspielte.
Beim Bürgerrundfunk Bremen hatte er von Oktober 2008 bis April 2009 eine eigene Radiosendung „mit Musik, Gesprächen, Weltanschauung und Gästen“ unter dem Titel Scheibes Welt, die regelmäßig live aus der Bremer Schwankhalle übertragen wurde.
Vom rbb Fernsehen wurde er für die im Dezember 2007 gestartete monatliche Freitagabendshow Dickes B. engagiert. Die Talkshow-Reihe wurde von Jörg Thadeusz moderiert, anfangs gemeinsam mit Andreja Schneider (bekannt als „Fräulein Schneider“ im Comedy-Trio Geschwister Pfister), von März 2009 bis zum Ende 2011 gemeinsam mit wechselnden Gastmoderatoren wie Melinda Crane, Roger Willemsen und Sarah Kuttner. Scheibe war musikalischer Leiter und Arrangeur der „Hausband Dickes B.“, die aus Musikern des Babelsberger Filmorchesters bestand.
Der Berliner Radiosender FluxFM engagierte Scheibe 2012 für eine regelmäßige Kolumne: „Spontancomposing“ – binnen einer Stunde komponierte er ein Lied nach Worten, die Radiohörer sich wünschten. Mit diesem Format bespielte er auch Sendungen bei Radio Eins und komponierte live bei der Verleihung des Grimmepreises auf 3sat einen Song.
Seit 2020 ist Mark Scheibe musikalischer Leiter der Fernsehtalkshow „Thadeusz & die Künstler“ im RBB-Fernsehen.

### Montagsclub, Gespensterorchester, Berlinrevue
Von 2005 bis 2007 veranstaltete Scheibe zweimal monatlich in dem im Berliner Ortsteil Prenzlauer Berg gelegenen Club Hotelbar seinen Montagsclub, bei dem er unter dem „ironischen“ Motto „Hippe Spezialmusik für elitäre Großstädter“ Gäste aus den Genres Jazz, Comedy und Slam vorstellte, wie beispielsweise den Rapper FlowinImmO, die niederländische Sängerin Iris Romen oder den Sänger Francesco Wilking von der Band Tele. Der „schrille Montagsclub“ (Der Tagesspiegel) der „Rampensau Mark Scheibe“ (Berliner Zeitung) galt bald als „Geheimtipp“ und fand Anklang beim Publikum.
Mit seinem Gespensterorchester, bei dem er an der Hammond-Orgel eine ganze Big Band ersetzt und Swing-Musik mit teils provokanten, teils gefühlvollen Texten bringt, tourte er 2007–2009 durch Deutschland und hatte unter anderem Auftritte in Clubs in Aachen, Augsburg, Berlin und Konstanz sowie auch bei Stadtfesten und ähnlichen Events, wie zum Beispiel beim Viertelfest 2007 in Bremen.
Von August 2008 bis Oktober 2010 veranstaltete er im Admiralspalast in Berlin-Mitte seine Berlinrevue, eine monatlich stattfindende „Musikshow mit Mark Scheibe, Orchester und Gästen“. Zusammen mit seinem 15-köpfigen Orchester und Gästen präsentiert er in seiner Revue eine „Hommage an Berlin“ (Berliner Morgenpost) sowie eine „Feier des Pompösen und Bombastischen“ (taz). In Scheibes Berlinrevue traten mittlerweile Künstler verschiedener Genres auf, so unter anderem Bernd Begemann, Bas Böttcher, Sharon Brauner, Elke Brauweiler, Tim Fischer, Cora Frost, Jürgen Hilbrecht, Kitty Hoff, P.R. Kantate, Sebastian Krämer, Axl Makana, Thorsten „Nagel“ Nagelschmidt, Nikolai Tomás von Poems for Laila, Jördis Triebel und Johanna Zeul.

### Zukunftslabor, Melodie des Lebens und Dozent

Melodie des Lebens „6“ in der Gesamtschule Bremen-Ost mit Mark Scheibe als Pianist und Moderator (August 2009)

Seit 2007 leitet Scheibe im Kultur- und Musikförderungsprojekt „Zukunftslabor Orchesterschule“ der Deutschen Kammerphilharmonie Bremen das von ihm erfundene Musikprojekt Melodie des Lebens in der Gesamtschule Bremen-Ost (GSO). Die Deutsche Kammerphilharmonie Bremen hat seit April 2007 ihre Probenräume und einen Probensaal mit 500 Sitzplätzen in einem eigens umgebauten Bereich der größten Bremer Schule. Die GSO liegt im Bremer Ortsteil Tenever; einem „sozialen Brennpunkt“, wo Menschen aus 88 Nationen leben und wo „für über 60 % der Kinder Hartz IV die tägliche Realität“ bedeutet (Weser-Kurier).
Hier kommt Scheibe jeden Monat für einige Tage in die Schule, um zusammen mit den Schülern an den Inhalten der Melodie des Lebens zu arbeiten. Als Musiker, Komponist und Arrangeur bringt er Schüler und Orchester zusammen und erarbeitet mit ihnen als künstlerischer Leiter eine Musikshow, die mit einem jeweils neuen Programm zweimal im Jahr im Konzertsaal der Gesamtschule Bremen-Ost öffentlich aufgeführt und in den ersten vier Jahren im Internet live übertragen wurde.
Für ihre Kooperation sowie für das Musikshow-Projekt, das unter Leitung von Scheibe entstand, wurden die Deutsche Kammerphilharmonie Bremen und die Gesamtschule Bremen-Ost mehrfach ausgezeichnet, unter anderem mit dem Zukunftsaward 2007 des von Matthias Horx gegründeten Zukunftsinstituts, dem 1. Preis in der Sparte „Musik“ beim Wettbewerb Kinder zum Olymp 2008 der Bildungsinitiative der Kulturstiftung der Länder, 2008 mit dem Preis Ausgewählter Ort im Land der Ideen der Initiative Deutschland – Land der Ideen und 2011 mit dem internationalen Bremer Friedenspreis: die schwelle. 2012 gewann das der Melodie des Lebens zugeordnete Projekt Zukunftslabor den Klassik-Echo für Nachwuchsförderung. Außerdem hat das Zukunftslabor mit dem Future Lab Tunisia eine Dependance in Tunesien, wo nach dem Bremer Vorbild eine Schule in einem Brennpunkt-Stadtteil Manouba in Tunis mit einem Orchestre National de Tunisie kooperiert. Auch Scheibes Erfindung „Melodie des Lebens“ kam in Tunesien als „Mélodie de la vie“ 2018 und 2019 auf die Bühne.
Von 2016 bis 2021 war Mark Scheibe Dozent für Liedinterpretation an der Hochschule für Schauspielkunst Ernst Busch in Berlin. Im November 2018 gab Scheibe einen viertägigen Songwritingworkshop mit elf Studierenden der Abt. Puppenspiel. Erklärtes Ziel war, gemeinsam in diesen Tagen elf Lieder zu schreiben. In einer spektakulären Hochgeschwindigkeitsproduktionssession wurden diese produziert und im digitalen Geschenkalbum „Anna from Germany“ veröffentlicht.

### Social-Media-Projekte „Hit-Experiment“ und „Ein Tag, ein Lied“
Hit-Experiment: 2014 produzierte Mark Scheibe in 14 Tagen je ein Lied. dabei bediente er sich beim Texten der auf seiner Facebookseite kommunizierten Worte und Inspirationen und tauschte sich über den Tag mit der Gemeinschaft aus.
Ein Tag, ein Lied. 2015 schrieb er von April bis Oktober in 198 Tagen 198 Lieder und veröffentlichte sie als Video auf Facebook.

### Musikalischer Management Support
2017 erhielt Scheibe ein Arbeitsstipendium des Kompetenzzentrum Kultur- und Kreativwirtschaft des Bundes für eine „Company Residency“ bei der Unternehmensberatungsfirma Kienbaum. Ziel des Vorhabens war der Austausch künstlerischer, intuitiver Arbeitsmethoden und ergebnisorientierter, wirtschaftsgebundener Prozesse. In Workshops mit mehreren hundert internationaler Berater und Führungskräfte entwickelte Scheibe Methoden zur Poetisierung starr gewordener Inhalte. Diese Erkenntnisse finden unter dem Begriff „Musikalischer Management Support“ in Unternehmen ihre Anwendung in der Teambildung, beim Lösen starrer Hierarchien und der Selbstfindung als kreativer Unternehmer. Mit Mercedes-AMG und dem Energieversorger swb AG arbeitete Scheibe in Folge der Residency und kooperiert mit der HTW Berlin.

### Wöchentliche Kolumnen

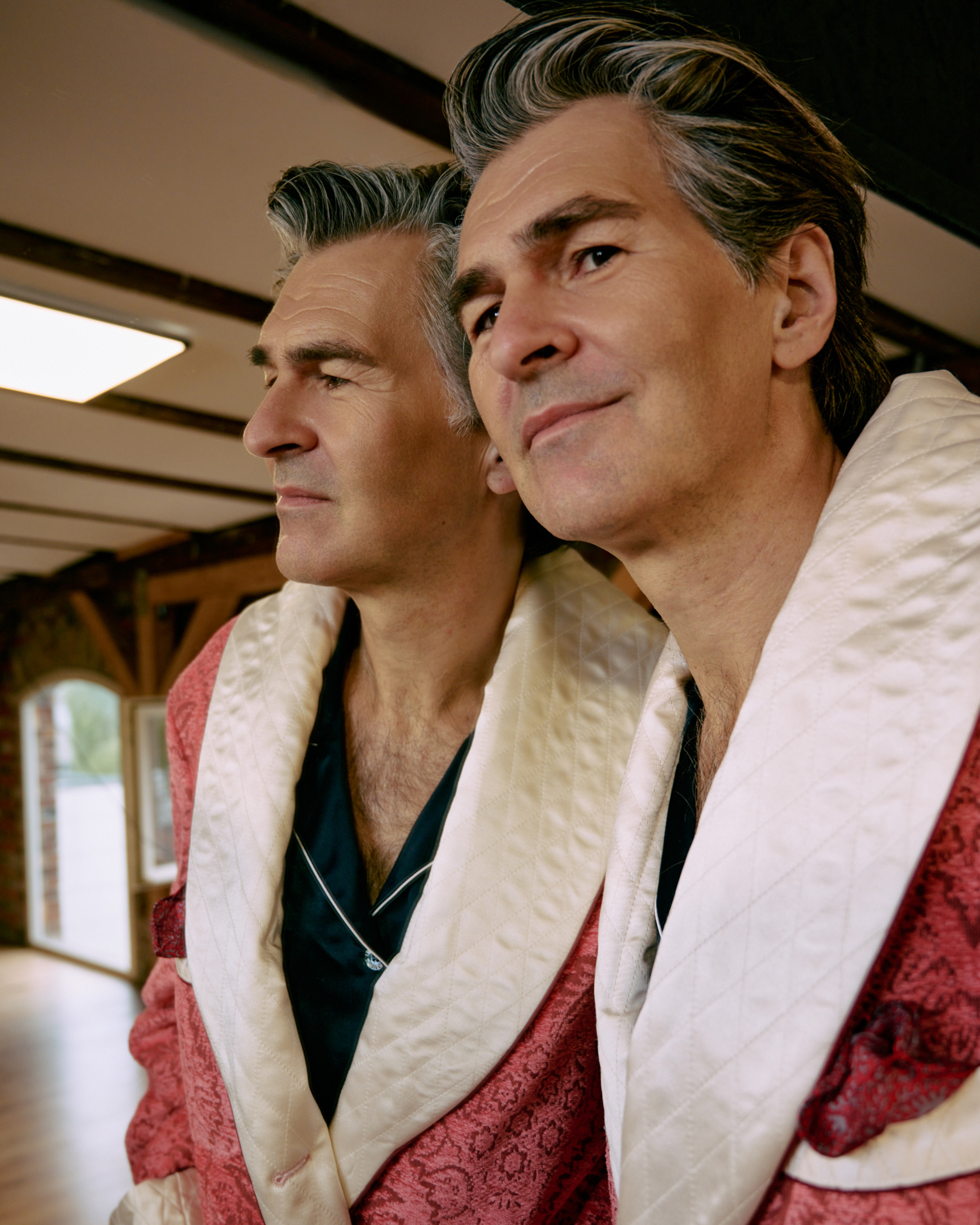
Mark Scheibe 2025

2021 und 2022 wohnte Mark Scheibe dauerhaft als Artist in Residence im Berliner Hotel Art Nouveau. Dort schrieb er jeden Sonntag eine Kolumne auf der Hotelwebseite. Auch nach dem Hotelaufenthalt veröffentlicht Scheibe unter dem Titel „Sonntagskind“ eine wöchentliche Kolumne, die sich der freundlichen Betrachtung einer untergehenden Welt widmet.

## Veröffentlichungen (Auswahl)
Tonträger
- The Black Rider. Soundtrack-CD, Mark Scheibe, Bremen, 1997. (Mark Scheibe und Band; Ensemble Junges Theater Bremen)
- Die Feinen Herren: Musik. Langspielplatte, Mark Scheibe, Bremen, 1998.
- Die Feinen Herren: Live. CD, Bremen, 1999.
- No regrets. Von: Swim Two Birds, Album, CD, Laika Records 2001. (Als Gastmusiker am Piano)
- Haus aus Liebe. Von: Mark Scheibe, Album, CD, 2010.
- Da. Von: Ella Endlich, Album, CD, Teldec 2010. (Als Orchesterarrangeur)
- Die wirklich wahren Dinge. Von: Flo Mega, Album, CD, Four Music 2011. (Als Orchesterarrangeur)
- Meilenweit. Von: Ella Endlich, Album, CD, Teldec 2012. (Als Orchesterarrangeur)
- Neue Liebe. Von: Laing, Single, CD, Universal Music 2012. (Als Orchesterarrangeur)[37]
- Wintercollage. Von: Ella Endlich, Album, CD, Teldec 2013. (Als Orchesterarrangeur und Co-Texter)
- Ich darf das, ich bin Jude. Von: Oliver Polak, Live-DVD, Sony Music 2013. (Als Orchesterarrangeur, Bandleader und Pianist)[38]
- Die süße Wahrheit. Von: Ella Endlich, Album, CD, Teldec 2014. (Als Orchesterarrangeur)
- Lieder für den späten Abend. Von: Mark Scheibe, Album, CD, Bremen Radiohall records 2016. (Mit einem Streichquartett der Deutschen Kammerphilharmonie)[39]
- Villa Vivaldi. Konzert für Blockflöte, Sologeige und Barockensemble. Perfect Noise, 2020
- Champagner für alle. Von: Mark Scheibe, Album, CD, Revolver Promotion 2022.

Werke (Theater)
- Zauberberg. Musik für Streichquintett, Harfe und Countertenor zur Theaterinszenierung nach Thomas Manns Roman, Theater Trier 2015.
- Die Stunde da wir nichts voneinander wussten. Orchestermusik zum Theaterstück von Peter Handke, Pfalztheater Kaiserslautern 2016.
- Germania. Symphonische Musik zur Heiner-Müller-Inszenierung von Claudia Bauer. Volksbühne Berlin, 2019.[40]

Werke (Musiktheater / Stummfilm)
- Alcina. Neue Musik zur gleichnamigen Händeloper, Kammeroper Schloss Rheinsberg 2016.
- Zeitgeisterbahn. Opernhaftes Konzertspektakel für Kinder- und Jugendchor, Solisten und großes Orchester. Theater Freiburg, 2017
- Dr. Mabuse – der Spieler. Symphonische Neuvertonung des Stummfilms von Fritz Lang. Kino Babylon, 2022[41]

Werke (Konzert)
- Die Paula Modersohn-Becker Suite. Auftragskomposition des Hauses Paula Becker, Uraufführung Bremen, 2001.[42]
- Suite für Orchester. Auftragskomposition des Orchesters Sinfonia Concertante, Uraufführung Bremen, 2006.[43]
- Club Fatima. Auftragskomposition der Bläsersolisten Dt. Kammerphilharmonie, Uraufführung Oldenburg, 2011.[44]
- Die Bremer Stadtmusikanten. Neuerzählung des Märchens nach Gebr. Grimm für Sprechstimme und Blockflötenquartett, Uraufführung in Bremen, 2016.[45]
- Frau Holle. Neuerzählung des Märchens nach Gebr. Grimm für Sprechstimme und Blockflötenquartett, Uraufführung in Wolfenbüttel, 2019.[46]
- Preview of a very special Romance. Konzert für Solocello und Celloquartett, Uraufführung Freiburg, 2018.[47]
- Villa Vivaldi. Konzert für Blockflöte, Sologeige und Barockensemble. Auftragskomposition des Ensemble Volcania, Uraufführung Bremen, 2019.[48]
- Architekten einer neuen Welt. Mini-Oper, Auftragskomposition der Duisburger Philharmoniker, Uraufführung Duisburg, 2019.[49]
- Eine Deutschland-Symphonie. Auftragskomposition der Elbphilharmonie, Uraufführung Hamburg, 2020.[50]
- Meine Symphonie. Auftragskomposition der Körberstiftung, UA Hamburg, 2022.[51]